# Весна (име)
Весна је словенско женско име које потиче од имена Весне, древне словенске богиње пролећа. У неким словенским језицима значи „пролеће“. Име се користи у Хрватској, Северној Македонији, Србији, Босни и Херцеговини, Црној Гори и Словенији. Такође је присутно у Русији, Украјини, Бугарској, Чешкој и Словачкој. Ретко се појављује у Пољској (као Wiosna, Wesna, and Vesna).

## Познате особе
- Весна Читаковић (рођена 1979), српска одбојкашица
- Весна Долонц (рођена 1989), српска тенисерка
- Весна Крмпотић (1932–2018), хрватска књижевница и преводилац
- Весна Пешић (рођена 1940), српска политичарка и социолог
- Весна Писаровић (рођена 1978), хрватска певачица
- Весна Пусић (рођена 1953), хрватска политичарка и социологиња
- Весна Радовић (рођена 1954), југословенска/аустријска рукометашица
- Весна Тривалић (рођена 1965), српска глумица
- Весна Вуловић (1950–2016), српска стјуардеса
- Весна Змијанац (рођена 1957), српска певачица
- Лик у видео игри The Witcher.